# Mesonemoura mishmica
Mesonemoura mishmica är en bäcksländeart som först beskrevs av Douglas E. Kimmins 1950.  Mesonemoura mishmica ingår i släktet Mesonemoura och familjen kryssbäcksländor. Inga underarter finns listade i Catalogue of Life.